# Benjamin Hockin
Benjamin Hockin Brusquetti (Barranquilla, Colombia, 27 de septiembre de 1986) es un deportista paraguayo en la especialidad de natación.

## Biografía
Hijo de padre británico y madre paraguaya, Benjamin nació en Barranquilla, Colombia.
Al poco tiempo, cuando Benjamín todavía era pequeño, la familia volvió a Asunción (Paraguay).
Durante su infancia, Hockin se unió al club Puerto Sajonia, del que aún es miembro.
En los Juegos Olímpicos de 2008 nadó para Gran Bretaña en la final de los 4×100 m libres, evento en el que terminó en octava posición. Desde 2010 nada en representación de Paraguay. Sin embargo, al no seguir los pasos reglamentarios para su cambio de nacionalidad deportiva frente a la FINA, fue sancionado por un año. El 23 de mayo de 2010 le fue levantada su sanción.
En el año 2011 fue elegido como abanderado de la delegación paraguaya en los Juegos Panamericanos de Guadalajara (México).

## Trayectoria
La trayectoria deportiva de Benjamin Thomas Hockin Brusquetti se identifica por su participación en los siguientes eventos nacionales e internacionales:

### Juegos Suramericanos
Fue reconocido su triunfo de ser el primer deportista con el mayor número de medallas de la selección de  Paraguay en los juegos de Medellín 2010.

#### Juegos Suramericanos de Medellín 2010
Su desempeño en la novena edición de los juegos, se identificó por obtener un total de 4 medallas:

- , Medalla de plata: Natación 100 m Libres Hombres
- , Medalla de plata: Natación Libre 200 m Hombres
- , Medalla de plata: Natación Mariposa 100 m Hombres
- , Medalla de bronce: Natación Mariposa 50 m Hombres

### Mundial de natación de 2016 en Windsor, Canadá
Fue al mundial de natación de Canadá en 2016 rompiendo varios récords de su mismo país como el de relevo de hombres 4x50 metros y el récord nacional absoluto en las semifinales del evento 100 metros estilo libre hombres consiguió romper su propia marca.

## Juegos Olímpicos de Río de Janeiro 2016
El nadador fue invitado a participar a los Juegos a los cuales asistió, siendo estos sus terceros Juegos Olímpicos.